# El llano en llamas
El llano en llamas libro de cuentos del escritor mexicano Juan Rulfo, publicado el 1 de septiembre de 1953 bajo la editorial Fondo de Cultura Económica. Fue la primera publicación del escritor, si bien ciertos relatos habían sido publicados anteriormente en la revista América, en 1950.
El clima que presentan los cuentos es, en cierto modo, una anticipación de lo que luego sería la primera novela de Rulfo, Pedro Páramo. Todos presentan una visión desesperanzada del mundo, retratando injusticias, casi siempre a través del monólogo interior de los personajes. Aunque se trata de historias diferentes, tienen en común la memoria del pasado y los estragos de la Revolución mexicana, que tanto marcó la vida y obra de Rulfo.
La obra se encuentra ubicada dentro del realismo mágico. Además, se destaca en ella el uso del lenguaje popular, y la narración, en su mayor parte, en la voz de los personajes.

## Título original
Originalmente la obra se iba a titular Los cuentos del tío Celerino, como homenaje o reconocimiento por parte de Rulfo a su tío Celerino, de quien escuchaba muchas historias durante sus recorridos por diferentes poblaciones. Aunque también se inspiró en su padre para el cuento: "Diles que no me maten". Estas dos personas, vivieron en la verdadera época de la revolución mexicana y por lo tanto, muchas de las historias narradas son auténticas y reales.

## Ediciones
Este libro consta de 10 ediciones y más de 58 reimpresiones, destacando las 22 reimpresiones de la primera edición y 22 de la tercera.
- PRIMERA EDICIÓN: 22 REIMPRESIONES
- SEGUNDA EDICIÓN: 17 reimpresiones
- TERCERA EDICIÓN: 76 reimpresiones
- CUARTA EDICIÓN: 11 reimpresiones

## Contenido
La obra consta de 17 cuentos:
- Nos han dado la tierra
- La Cuesta de las Comadres
- Es que somos muy pobres
- El hombre
- En la madrugada
- Talpa
- Macario
- El Llano en llamas
- ¡Diles que no me maten!
- Luvina
- La noche que lo dejaron solo
- Paso del Norte
- Acuérdate
- No oyes ladrar los perros
- El día del derrumbe
- La herencia de Matilde Arcángel
- Anacleto Morones

##### Nos han dado la tierra
Cuento escrito en primera persona sobre un grupo de campesinos a los que el gobierno reubicó por la reforma agraria, aunque el nuevo lugar está muy lejos del agua como para ser aprovechado.

##### La Cuesta de las Comadres
El narrador es amigo de los Torricos, la familia que domina la Cuesta de las Comadres, y cuenta los servicios que le presta a la familia, así como el terror que infunden en la Cuesta.

##### Es que somos muy pobres
El narrador, un niño, se lamenta de la pobreza en la que vive su familia, a la que además se le está sumando una serie de desgracias familiares y la pérdida de una vaca esperanza de la hermana menor del protagonista.

##### El hombre
Narración con historias alternadas cada párrafo donde un hombre huye por haber matado a la familia del perseguidor.

##### En la madrugada
Descripción de san Gabriel en una mañana fresca y nebulosa. El protagonista llega al pueblo y es inculpado de un crimen que se perpetró en la casa de su patrón.

##### Talpa
Relato en primera persona donde el protagonista acompaña a su hermano enfermo y a la esposa de éste a Talpa, santuario de peregrinación, para ser curado.

##### Macario
En primera persona cuenta la vida de un niño huérfano, pobre y con retraso que se sienta frente a una alcantarilla para que salgan las ranas. El pasado y el futuro se mezclan, así como la confusión y el terror generados en el niño por la madrina de Macario y su sirvienta.

##### El Llano en llamas
El cuento que da título a la colección comienza con un corrido popular: "ya mataron a la perra, pero quedan los perritos" Cuenta las aventuras de un guerrillero durante  algún conflicto armado, quizás la Revolución Mexicana.

##### ¡Diles que no me maten!
Narra las últimas horas de la vida de un hombre al que fusilan. Escrito en tercera persona, el narrador mezcla el pasado y el futuro, así como a los diversos personajes, durante la narración.

#### Luvina
Luvina es un pueblo en la montaña donde no llueve. El cuento trascurre en un pueblo en el llano al pie de Luvina. La mayor parte de la narración es un diálogo entre los borrachos de la taberna y alguien que sube a Luvina.

#### La noche que lo dejaron solo
Sobre un cristero que intenta escapar de los soldados federales.

#### Acuérdate
La historia cuenta la vida de Urbano Gómez. La palabra "acuérdate" aparece repetidamente en el texto.

#### ¿No oyes ladrar los perros?
Un padre carga a su hijo en el descampado mientras le pregunta si no oye ladrar los perros, señal de que el pueblo está cerca.

#### El día del derrumbe
El narrador escucha sin hablar a dos hombres que cuentan la historia de cómo ocurrió un derrumbe y los medios que se ocuparon para reparar los daños.

#### La herencia de Matilde Arcángel
El cuento es narrado por el compadre de los protagonistas, un padre y un hijo que se odian mutuamente.

#### Anacleto Morones
Unas señoras piden al protagonista, Lucas Lucatero, que les ayude en el proceso de canonización de su compadre Anacleto Morones.

## Ediciones
En su primera edición, de 1953, publicada en la Ciudad de México por el Fondo de Cultura Económica, el libro estaba compuesto por quince relatos, algunos de ellos publicados previamente en las revistas Panamérica y otros inéditos, escritos con el apoyo económico de la beca del Centro Mexicano de Escritores, patrocinado entonces por la Fundación Rockefeller en México. La primera edición se terminó de imprimir el 18 de septiembre de 1953 en los talleres de Gráfica Panamericana, establecida en la Ciudad de México con un tiraje de dos mil ejemplares. La cubierta de esa edición ostenta un grabado de Elvira Gascón.
A partir de 1971, se incluyeron al libro dos cuentos más: El día del derrumbe y La herencia de Matilde Arcángel, lo que dio un total de diecisiete relatos a la versión definitiva del libro. La segunda edición fue publicada en 1955, y la tercera, en 1959.
Varias de las historias del libro se desarrollan en el poblado de Comala, ubicado en el estado de Colima, México, aunque su inspiración sea el pueblo de San Gabriel, Jalisco —escenario también de la novela Pedro Páramo, publicada dos años después de El Llano en llamas. El paisaje dentro de los cuentos es siempre seco y árido, y en él vive gente solitaria, silenciosa y miserable, campesinos mexicanos que sobreviven sin esperanza, tras el fracaso de la Revolución mexicana.

## Temáticas
Algunos de los cuentos se sitúan históricamente en la época de la Revolución de 1910 y la Guerra Cristera, como El Llano en llamas y La noche que lo dejaron solo, o en el período inmediatamente posterior a estas, como Paso del Norte, que trata de la emigración de los campesinos mexicanos hacia Estados Unidos huyendo de la miseria, o Nos han dado la tierra, sobre las consecuencias de la Reforma Agraria.
Por su parte, el cuento Es que somos muy pobres narra las desventuras de una familia que vive en la pobreza debido a que las lluvias han malogrado las cosechas y cómo estas han afectado sobre todo a Tacha (de doce años de edad), la hermana de quien narra en primera persona (probablemente el único hijo varón). Tacha ha perdido su vaca, la Serpentina, en el río que se ha desbordado. Debido a que ha perdido su «capitalito», su futuro se ve comprometido económicamente y socialmente pues la Serpentina era su única esperanza de ser casada con un buen hombre y tener una vida digna. Ahora que ha perdido su única fuente de ingreso sus padres se ven seriamente preocupados pues no desean ver a su hija Tacha seguir los pasos de sus dos hermanas mayores, las cuales comenzaron a convivir con «hombres de lo peor» de los cuales aprendieron cosas malas y abandonaron a su familia.

## Adaptaciones
En 1985, el cuento "¡Diles que no me maten!" fue llevado al cine por el director venezolano Freddy Siso.
En la película Los confines (1987), del director mexicano Mitl Valdez, se realiza una adaptación de dos cuentos de El llano en llamas ("¡Diles que no me maten!" y "Talpa"), además de un fragmento de la novela Pedro Páramo. 